# 五明紀春
五明 紀春（ごみょう としはる、1942年3月4日 - ）は、日本の栄養学者。専門分野は食品栄養・機能学。

## 経歴
長野県生まれ。1964年東京大学農学部農芸化学科卒、1969年同大学院農学系研究科博士課程修了、「蛋白質の光増感酸化分解について」で農学博士、女子栄養大学講師、助教授、教授、副学長。2012年退任。日本栄養・食糧学会評議員、日本食品科学工学会評議員、社団法人中央味噌研究所理事。田中秀征の民権塾副塾長。

## 著書
- 『我食べるゆえに我あり 食の解釈学』アドア出版 1994
- 『<食>の記号学 ヒトは「言葉」で食べる』大修館書店 ドルフィンブックス 1996
- 『おからはどこへ行った? 現代人の食物栄養学68話』女子栄養大学出版部 2000
- 『正しい塩分の摂り方 味噌の力で医者いらず』幻冬舎ルネッサンス新書 2014

### 共編著・監修
- 『アプローチ生体成分 食物・栄養・健康の化学』グュエン・ヴァン・チュエン、倉田忠男、谷本信也共著 技報堂出版 1985
- 『食品加工学 加工貯蔵の理論と実際』前田安彦,古我可一, 品川弘子, 吉田企世子共著 学文社 1987
- 『たんぱく質の価値を決めるアミノ酸&油脂の性質を決める脂肪酸組成表』長谷川恭子共編 女子栄養大学出版部 1993
- 『がんを予防する食品ガイドブック 栄養学と医学の上からすすめたい食材と調理』三浦理代共著 素朴社 1999
- 『田中秀征のことば』編 近代文芸社 2001
- 『緑黄色野菜パワーで元気生活! "毎日の野菜習慣"でからだの中からすっきりきれいに』監修 ブックマン社 2001
- 『野菜料理百科事典』全3巻 大阪あべの辻調理師専門学校,湯浅浩史共監修 講談社 2002
- 『アクセス生体機能成分 管理栄養士・栄養士のために』グュエン・ヴァン・チュエン、倉田忠男、谷本信也共著 技報堂出版 2003
- 『食品機能論 改訂版』田島眞共編著 同文書院 ネオエスカシリーズ 2003
  - 『食品機能論 新訂』田島眞,三浦理代共編著 同文書院 ネオエスカ 2005
- 『基礎栄養学』渡邉早苗,山田哲雄共編 朝倉書店 最新栄養科学シリーズ 2004
- 『民権塾の声 田中秀征の民権塾塾生論文集』編 近代文芸社 2004
- 『応用栄養学』渡邉早苗,小原郁夫,山田哲雄共編 朝倉書店 最新栄養科学シリーズ 2005
  - 『応用栄養学』渡邉早苗,山田哲雄,吉野陽子共編　朝倉書店 スタンダード人間栄養学 2010
- 『食材の基本がわかる図解事典』監修 成美堂出版 2009
- 『スタンダード食品学 管理栄養士・栄養士のためのフードリテラシー』三浦理代共著 アイ・ケイコーポレーション 2009

## 論文
- Cinii